# Lužiny (stanice metra)
Lužiny (zkratka LZ) jsou stanice metra v Praze, na  trase B, na úseku V.B. Nachází se v sídlištním komplexu Jihozápadní Město, na sídlišti Lužiny, v katastrálním území Stodůlky. Byla otevřena 11. listopadu 1994. Původní název stanice mohl býti Budovatelů či Barikádníků. První název byl užit pro dnešní stanici Chodov, druhý využit nebyl.

## Popis stanice

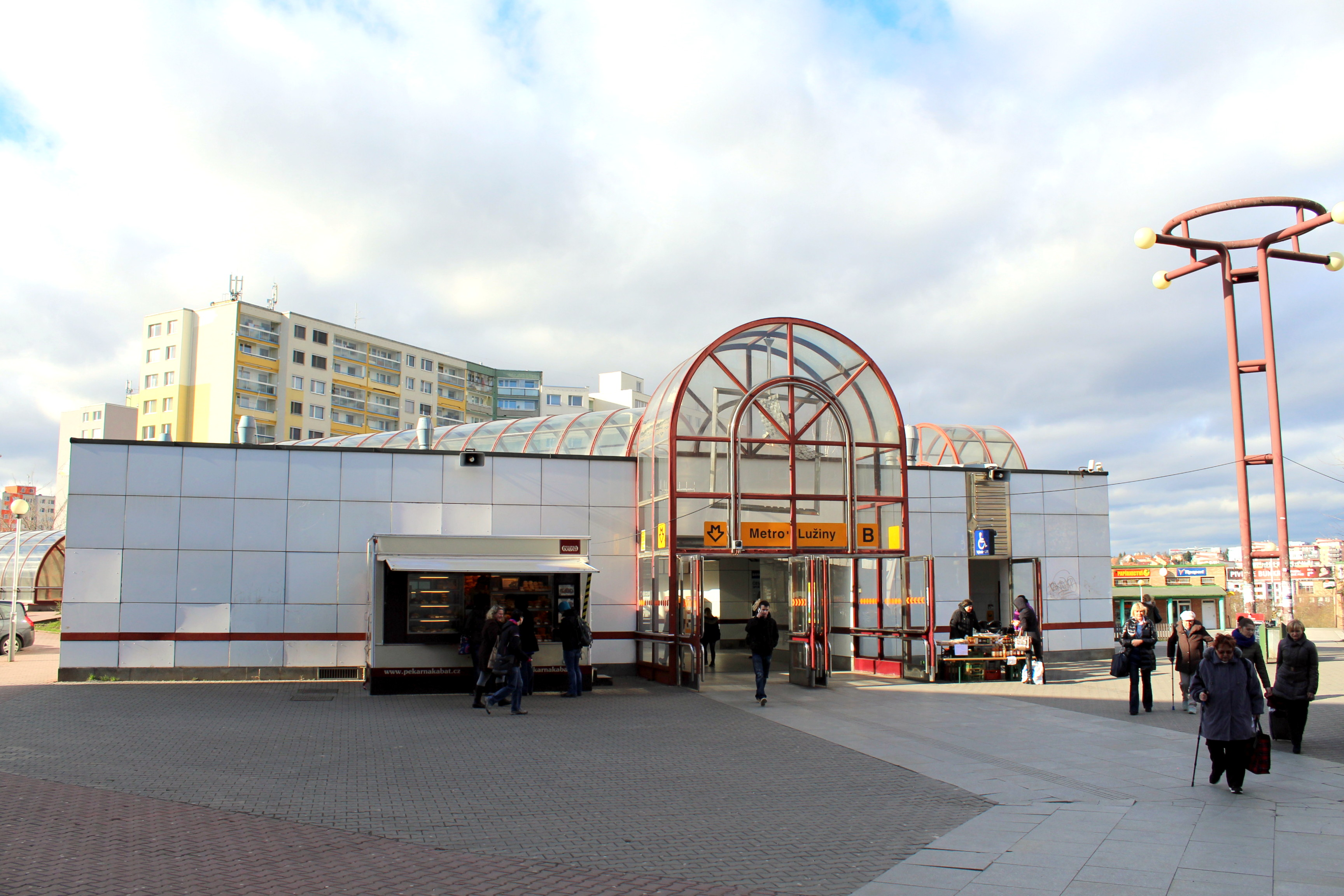
Vstupní vestibul stanice

Stanice je hloubená, budovaná v jámě 7 m hluboko, s nástupištěm podpíraným pilíři a se stropními světlíky, zastřešenými skleněnou střechou na úrovni povrchu. Výstup je jen jeden, východním směrem, vedoucí přímo na povrch a do sídliště a dále k přilehlé autobusové zastávce. S nástupištěm je spojený pevným schodištěm. Na nástupišti jsou dekorativní palmy, umístěné ve skleněných kopulích v místech pod světlíky. Stěny jsou obloženy bílým dekorativním sklem a částečně i nerezovými prvky.